# Przytuły Stare
Przytuły Stare – wieś w Polsce, w województwie mazowieckim, w powiecie ostrołęckim, w gminie Rzekuń.
| SIMC    | Nazwa   | Rodzaj  |
| ------- | ------- | ------- |
| 0519570 | Kupniki | kolonia |

W miejscowości znajduje się kościół parafialny pw. Świętego Antoniego Padewskiego. Mieści się tu również zakład karny.

## Historia
W XVI wieku miejscowość nosiła nazwę Wola Laskowiecka, od XVIII wieku występowała już pod nazwą Przytuły.
W Powszechnym Spisie Ludności z 1921 roku wymieniono wieś i folwark Przytuły. Wieś liczyła wówczas 187 mieszkańców w 26 budynkach (w tym jednym o przeznaczeniu niemieszkalnym). Z tego 181 osób było wyznania rzymskokatolickiego, 6 – mojżeszowego. Jednocześnie wszyscy mieszkańcy zadeklarowali polską przynależność narodową. W folwarku natomiast spisano 132 osoby w 6 budynkach mieszkalnych. Wszystkie osoby były wyznania rzymskokatolickiego. 129 osób zadeklarowało polską przynależność narodową, 3 – inną. 
W latach 1975–1998 miejscowość administracyjnie należała do województwa ostrołęckiego. 